# NoiseMaker Compilation - Laboratorio 3
NoiseMaker Compilation - Laboratorio 3, pubblicato nell'Agosto del 2005, è una compilation del dj italiano Gigi D'Agostino.

## Tracce
1. I Need To Feel Like A Child (Gigi D'Agostino)
2. Parole Parole (2 Double S versus 2 Daniels)
3. Stay (DJ Pandolfi)
4. Napoli Trip (Gigi D'Agostino)
5. Ordinary Life (Gigi D'Agostino Tanz) (Liquido)
6. Natural (Officina emotiva)
7. La batteria della mente (Bozza Grezza) (Dottor Dag)
8. Semplicemente (Gigi D'Agostino)
9. La batteria della mente (Molinaro Club Concept) (Dottor Dag)
10. Antinevralgico (Dottor Dag)
11. Terapia notturna (Dottor Dag)
12. Why Not (Dottor Dag)
13. La batteria della mente (Mi Salta In Mente Fm Mix) (Dottor Dag)
14. Unilaterale (Bozza Grezza) (Uomo Suono)
15. Stay (Fm) (Dj Pandolfi)
16. La batteria della mente (Molinaro Fm Concept) (Dottor Dag)